# Tieletl
Tieletl (ros. Телетль) – wieś w Rosji, w Dagestanie, w rejonie szamilskim. W 2010 liczyła 3551 mieszkańców, głównie Awarów.